# 日本戦犯企業製品表示に関する条例案
日本戦犯企業製品表示に関する条例案（にほんせんぱんきぎょうせいひんひょうじにかんするじょうれいあん、朝鮮語: 일본 전범 기업 제품 표시에 관한 조례안）は、2019年に韓国の京畿道議会で提出された条例案。

## 概要
2019年3月15日、黄大虎（ファン・デホ）道議員ら与党「共に民主党」議員25人、保守系野党「自由韓国党」と野党「正義党」議員各1人の計27人により発議された。道内の小・中・高校の備品のうち、「日本の戦犯企業」が生産した製品であって20万ウォン（約2万円）を超えるものに「本製品は日本の戦犯企業が生産した製品です」「日本の戦犯企業とは対日抗争期当時、強制動員などによりわが国民の生命 身体 財産などに被害を負わせた企業です」などと韓国語で表示した直径約8cmのステッカーを貼ることを義務づけるもの。プロジェクターやビデオカメラ、コピー機などが対象。条例案では首相室傘下の「対日抗争期強制動員被害調査委員会」などが発表した名簿などを根拠にニコン、パナソニック、不二越、三菱重工、新日鉄住金など284社が「日本の戦犯企業」とされている。また、「（リストの）当該日本企業が戦後に投資して設立したり株式を保有したりした企業、吸収・合併した企業にも適用される」ともされ、適用対象企業が増えることもあり得る。
この条例案に対し京畿道教育庁は受け入れ不可の意思を明らかにした。
日本の産経新聞は、「地方議員が公認を得るためのパフォーマンスだ」と指摘している。
29日、条例案の審議は見送られることとなった。